# Lieke van Rossum
Lieke van Rossum (Den Haag, 1982) is een Nederlands politicus. Ze is sinds 2 maart 2024 partijvoorzitter van de Socialistische Partij (SP).

## Loopbaan
Van Rossum groeide op in Bussum. Ze studeerde Industrieel Ontwerpen aan de Technische Universiteit Delft. Ze sloot zich in 2002 aan bij de SP en werd terwijl ze nog studeerde in 2006 gekozen in de Delftse gemeenteraad. In 2010 werd ze fractievoorzitter. Ze was verschillende keren lijsttrekker namens haar partij bij de gemeenteraadsverkiezingen in Delft.
In december 2023 nam ze afscheid van de gemeenteraad. Kort daarna werd duidelijk dat ze door haar partij was voorgedragen om partijvoorzitter te worden. Op het 29e Partijcongres op 2 maart 2024 werd ze door de aanwezige afgevaardigden gekozen als nieuwe voorzitter, waarmee ze Jannie Visscher opvolgde.